# تست ديسك
تست ديسك (بالإنجليزية: Testdisk)‏ هو برنامج خدمي لإسترجاع البيانات وهو حر ومفتوح المصدر، وتم تصميمه للمساعدة على إسترجاع البيانات المفقوده من أقسام المخزنات والوسائط مثل الهارد ديسك ويستخدم أيضا لجعل الأقراص التي لا تقلع أو فقدة القدرة على الإقلاع أتوماتيكيا تستعيد أو تستطيع القدرة على الإقلاع، هذه الأعراض تحدث بسبب خطا في بعض البرمجيات أو بسبب أنواع معينه من الفيروسات أو البرامج الخبيثه أو بسبب خطأ من المستخدم مثل مسح جدول التقسيم Partition Table ، تست ديسك يستطيع جمع معلومات تفصيليه عن المخازن المخربه، والتي يمكن إرسالها فيما بعد لأي تقني ليحللها بصوره أكبر ويسترجع البيانات .

## نظم العمليات التي يستطيع دعمها
- دوس
- ويندوز - ويندوز إن تي - ويندوز 2000 - ويندوز إكس بي - ويندوز سيرفر 2003 - ويندوز سيرفر 2008 - ويندوز فيستا - ويندوز 7
- جنو/ لينكس
- أوبن بي إس دي - نت بي إس دي - فري بي ‌إس ‌دي
- صن أو إس
- أو إس إكس

## جداول التقسيم التي يستطيع دعمها
يتعرف برنامج تست ديسك على تقسيمات الأقرص Partitions التالية :
- مخطط التقسيم المسمى خريطة التقسيم ابل [الإنجليزية]
- جدول التقسيم ذو المعرفات الفريدة الشامل GPT
- جدول تقسيمات القرص الصلب المشهور لإنتل بسجل الإقلاع الرئيسي MBR

## إصلاح نظم الملفات
تست ديسك يستطيع التعامل مع العديد من التخريب لنظم الملفات logical filesystem كالتالي:
- إصلاح تخريب نظم فات FAT مثل
  - FAT12 وFAT16
    - إيجاد المعلمات لنظام الملفات لإعادة كتابة قطاع تمهيد صالح
    - استخدام نسختين من FAT لكتابة نسخة متماسك بمعنى جيدة وصالحة

  - FAT32

## إسترجاع الملفات

شكل 1 : معمارية القرص الصلب
مسار a- Track
, قطاع b- Geometrical sector
, قطاع مسار c- Track sector
, كلستر d- Cluster

عندما يتم مسح ملف، فإن ما يسمى مجموعه من كلستر (Data Clusters وهي مساحه من القرص الصلب يشغلها ملف) يتم مسحها، ويتم وضع علامه لهذه القطاعات على أنها متوفرة للإستخدام لأي ملف جديد يتم إنشاءه والإضافة له أو لغيره من الملفات، إذا لم يتم عمل تجزئه ولم يتم استخدام هذا القطاع بواسطة ملف آخر ففي هذه الحالة يستطيع برنامج تست ديسك إسترجاعه .
بعض نظم الملفات كالتالي
- نظام ملفات فات (FAT) [3]

- نظام ملفات إن تي إف إس (NTFS) [4]

- نظام ملفات exFAT
- نظام ملفات إكس تي 2 (ext2) [5]

- نظام ملفات إكس تي 3 ext3
- نظام ملفات إكس تي 4 ext4

## شعبية برنامج تست ديسك
تست ديسك وفوتو ريك [الإنجليزية] هما برنامجين لنفس المبرمج، وتم تحميلهما أكثر من 150000 في يوليو 2008 من الموقع الرسمي وهما برنامجين خدميين شهيرين جدا ويوجدان في جميع الأقراص الضوئية الحية LiveCD التالية من لينكس :
- antiX
- BootMed Plus
- جي بارتد Live CD
- جرمل Debian-based live CD
- Iloog
- نوبكس
- Parted Magic
- PLD Live CD and PLD RescueCD, based on PLD Linux Distribution
- Slax-LFI, a سلاكس-derived distribution
- SystemRescueCD
- Trinity Rescue Kit
- Ubuntu Rescue Remix, GUI-less Ubuntu derivation

```
كما يتم تواجدهم أيضا في العديد من 
توزيعات لينكس
 كالتالي :
```

- ALT Linux[6]
- آرتش لينكس Extra Repository[7]
- دبيان contrib[8]
- Fedora Extras[9]
- ريد هات Epel[10]
- فري بي ‌إس ‌دي ports[11]
- Gentoo[12] and Gentoo Portage[13]
- ماندريفا اس.ايه contrib
- PLD Linux Distribution
- سلاكوير SBo[14]
- Source Mage GNU/Linux[15]
- Ubuntu[16]

## وصلات خارجية
- تست ديسك على موقع Open Hub (الإنجليزية)
- تست ديسك على موقع Free Software Directory (الإنجليزية)

- الموقع الرسمي تست ديسك TestDisk Wiki
- قائمه بمقالات اخباريه عن برنامجي تست ديسك وفوتو ريك List of news articles about TestDisk and PhotoRec
- كيف يمكنك استعادة الملفات المفقوده بواسطة تست ديسك، للكاتب فالكو تيمي Data Recovery With TestDisk
- الادلة الجنائيه الرقميه، واستخدامات ادوات لينكس والمصادر المفتوحه Digital Forensics using Linux and Open Source Tools